# Ahuatepec, Catemaco
Ahuatepec är en ort i Mexiko.   Den ligger i kommunen Catemaco och delstaten Veracruz, i den sydöstra delen av landet, 400 km öster om huvudstaden Mexico City. Ahuatepec ligger 551 meter över havet och antalet invånare är 324.
Terrängen runt Ahuatepec är kuperad åt sydväst, men åt nordost är den platt. Runt Ahuatepec är det ganska glesbefolkat, med 47 invånare per kvadratkilometer. Närmaste större samhälle är San Andres Tuxtla, 15,9 km nordväst om Ahuatepec. Omgivningarna runt Ahuatepec är en mosaik av jordbruksmark och naturlig växtlighet.